# Comte d'Abingdon
Comte d'Abingdon est un titre de la pairie d'Angleterre. Le titre est créé le 30 novembre 1682, pour James Bertie, 5e baron de Norreys de Rycote (en), fils de Montagu Bertie, 2e comte de Lindsey (en).

## Comtes d'Abingdon (1682)
- James Bertie, 1er comte d'Abingdon (1653–1699)
- Montagu Venables-Bertie, 2e comte d'Abingdon (1672–1743)
- Willoughby Bertie, 3e comte d'Abingdon (1692–1760)
- Willoughby Bertie, 4e comte d'Abingdon (1740–1799)
- Montagu Bertie, 5e comte d'Abingdon (1784–1854)
- Montagu Bertie, 6e comte d'Abingdon (1808–1884)
- Montagu Bertie, 7e comte d'Abingdon (1836–1928)
- Montagu Towneley-Bertie, 13e comte de Lindsey, 8e comte d'Abingdon (1887–1963)
- Richard Henry Rupert Bertie, 14e comte de Lindsey, 9e comte d'Abingdon (1931)

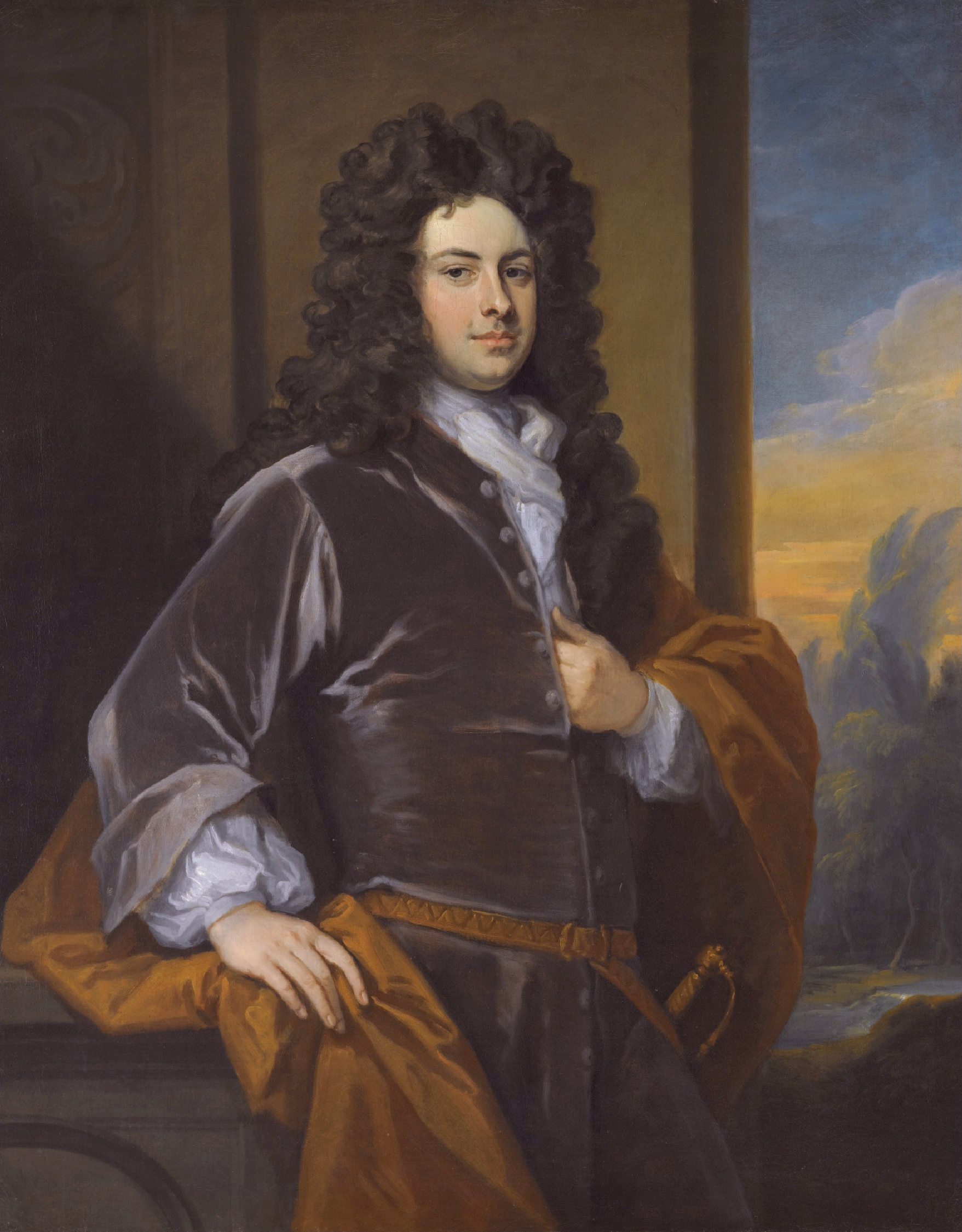
James Bertie, 1er comte d'Abingdon
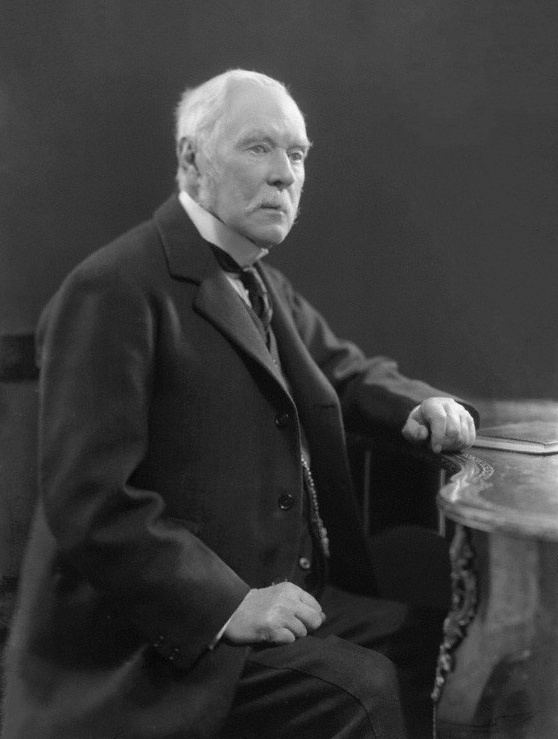
Montagu Bertie, 7e comte d'Abington